# Джеррі Гортон
 Джеррі Аллан Гортон Мол. (англ. Jerry Allan Horton Jr., нар. 10 березня 1975 у Чарлстон, штат Південна Кароліна) — гітарист американського хард-рок гурту «Papa Roach». Є головним автором пісень гурту «Papa Roach».

## Життєпис
Народився Джеррі Гортон 10 березня 1975 року в Чарлстоні, Південна Кароліна. У 1982 році Джеррі Гортон, його брат Чед і батьки переїхали в місто Вакавілль, де він вступив до Венденської школи.
Почав грати на гітарі з 13 років, використовував білу копію Epiphone Stratocaster. Захоплювався творчістю різних рок-груп, таких як Metallica, Slayer, Sepultura, Nine Inch Nails, і Ministry.
Вперше він почув про Papa Roach від своєї колишньої дівчини, котра вже була фанаткою гурту. Через деякий час після утворення «Papa Roach» у 1993 році Джейкобі Шеддіксом, Дейвом Бакнер, Віллом Джеймсом і Беном Лютером, Джеррі приєднується до гурту, замінивши Лютера, ставши її беззмінним гітаристом.

## Сім'я
21 грудня 2002 року Джері Гортон одружується на колишній моделі Playboy Джесіці Лі. У 2006 році у них народилася дочка Амелія.

## Цікаві факти
Джеррі Гортон працював продавцем, покрівельником. Слід відзначити той важливий факт, що Джеррі не курить і не вживає алкогольні напої на відміну від численних скандальних особистостей, які входять до складу інших рок-гуртів. Одне з його хобі — фотографія, він дуже часто викладає свої роботи на Flickr.

## Нагороди
За всю свою кар'єру музикант був кілька разів удостоєний почесного звання «Найкращий гітарист» (англ. Best Guitarist) на спеціалізованих конкурсах («California Music Awards») та виступах.